# パプア地震
パプア地震（パプアじしん）は、2013年4月6日13時42分（現地時間）、インドネシア東部のパプア州で発生したマグニチュード7.0の地震である。
震央は州都ジャヤプラの西南西271kmの地点で、震源の深さは68kmとみられている
。同日午後4時50分には、4kmほど離れた深さ71.1kmの地点を震源とするマグニチュード5.2の地震が起きている。